# Danjoutin
Danjoutin is een gemeente in het Franse departement Territoire de Belfort (regio Bourgogne-Franche-Comté). Danjoutin telde op 1 januari 2022 3.531 inwoners. In het Elzassisch of het Duits heette de plaats vroeger Damjustin. De gemeente maakt deel uit van het arrondissement Belfort en sinds 22 maart 2015 van het op die dag gevormde kanton Bavilliers. Voor die dag viel de gemeente onder het op diezelfde dag opgeheven kanton Danjoutin.
Danjoutin is een voorstad van Belfort.

## Geschiedenis
In de 19e eeuw kwamen er textielindustrie en een fabriek voor staalkabels (Stein) in de gemeente. In 1858 werd het treinstation geopend. Tijdens de Frans-Duitse Oorlog waren er eerst duizenden Franse en daarna duizenden Duitse soldaten gelegerd in de gemeente. Na deze oorlog werd Belfort omgeven door een fortengordel. Tussen 1874 en 1877 werd het Fort des Basses Perches, ook Fort Valmy, gebouwd in het kader van het Séré de Rivière-systeem. Tussen 1912 en 1930 was er een tramlijn in de gemeente, die liep tussen Belfort en Sochaux.
In de jaren 1960 werd er een bedrijvenpark aangelegd. Door de aanleg van de autosnelweg A36 in 1972 werd de gemeente in twee verdeeld. In 1988 sloot de textielfabriek.

## Geografie
De oppervlakte van Danjoutin bedroeg op 1 januari 2022 5,65 vierkante kilometer; de bevolkingsdichtheid was toen 625 inwoners per km².
De Savoureuse stroomt door de gemeente. En de Rigole de Belfort loopt door de gemeente. Dit is een kanaal dat vanuit het Bassin de Champagney het Rhône-Rijnkanaal van water voorziet. Dit kanaal werd tussen 1939 en 1949 gegraven.
De autosnelweg A36 loopt door de gemeente en er ligt een grote verkeerswisselaar.
De onderstaande kaart toont de ligging van Danjoutin met de belangrijkste infrastructuur en aangrenzende gemeenten.

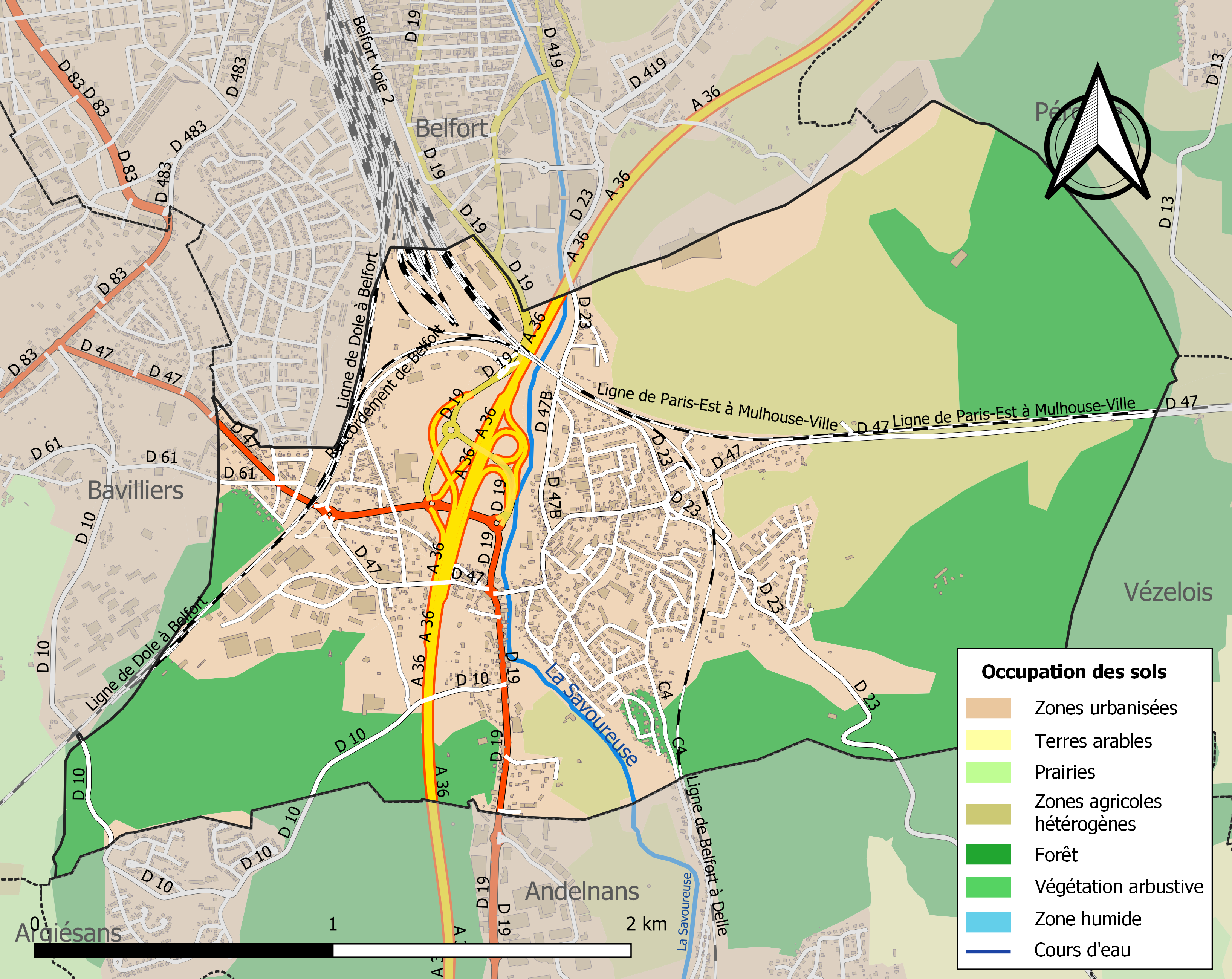

## Demografie
Onderstaande figuur toont het verloop van het inwonertal (bron: INSEE-tellingen).